# Чатеж
Чатеж (словен. Čatež) је насељено место у општини Требње, регија Југоисточне Словеније, Словенија.

## Историја
До територијалне реорганизације у Словенији био је у саставу старе општине Требње.

## Становништво
У попису становништва из 2011. године, Чатеж је имао 106 становника.
| Број становника према пописима | Број становника према пописима | Број становника према пописима |
| ------------------------------ | ------------------------------ | ------------------------------ |
| 1991                           | 2002                           | 2011                           |
| 90                             | 106                            | 106                            |

Напомена: Године 1952. повећано за насеље Заплаз, које је укинуто.

## Галерија
- ватрогасна станица
- сеоски детаљ
- унутрашњост цркве „Успење Маријино“ на Заплазу
- детаљ из цркве „Успење Маријино“ на Заплазу